# Bari Zona Industriale
Bari Zona Industriale (wł. Stazione di Bari Zona Industriale) – przystanek kolejowy w Bari, w prowincji Bari, w regionie Apulia, we Włoszech. Znajduje się pomiędzy dzielnicami Stanic-Villaggio del Lavoratore i San Paolo, obsługując strefę przemysłową.
Według klasyfikacji RFI ma kategorię brązową.
Przystanek położony jest na linii Bari - Foggia i jest częścią kolei miejskiej w Bari.

## Linie kolejowe
- Adriatica